# 李進 (元朝)
李进（？—1295年），元朝保定曲阳人。
李进年轻时隶属于军籍，1238年，在跟随張柔率军逆战南宋水军时，他以兵十五人载一舟，转战十余里，夺一巨舰，因功升百户。1258年蒙哥攻蜀地时，他为总把，由陈仓入兴元府，度米仓关，伐木开道七百余里，破定远七十关。元世祖即位，中统三年（1262）李进征李璮有功。至元八年（1271）领兵赴襄阳，至元十二年，略地湖北、湖南。先后在河西中兴府、六盘山，西域别石八里等地屯田。至元二十三年秋，在洪水山与海都及笃哇决战，军败，被活捉。途中又逃跑，回到火州。后为左翼屯田万户。元貞元年（1295年）春，去世。其子李雯袭位。